# Самодед
Самоде́д — посёлок (в 1927—2013 — посёлок городского типа) в Плесецком районе Архангельской области Российской Федерации. Административный центр МО «Самодедское»

## География
Самодед расположен в 2-х километрах от станции Пермилово Северной железной дороги на линии «Обозерская — Архангельск-Город». Самодед находится в 137 км от Плесецка и в 190 км от Архангельска. По территории посёлка протекает река Ваймуга.

## История
Посёлок Самодед возник благодаря строительству в 1925 году лесопильного завода Пермиловского леспромхоза в районе железнодорожного разъезда на 493 версте Северной железной дороги. Название получил по имени участника Гражданской войны, военного комиссара Григория Ивановича Самодеда, уроженца Черниговской губернии. В 1919 году Григорий Самодед участвовал в защите станции Плесецкой от англо-американских интервентов.
В годы Великой Отечественной войны посёлок активно участвовал в обеспечении Красной Армии обмундированием и продовольствием, оказывал помощь семьям фронтовиков, занимался размещением эвакуированных жителей.
В 2013 году рабочий посёлок Самодед был преобразован в сельский населённый пункт, а Самодедское городское поселение — в Самодедское сельское поселение.

## Население
| \| 1959[4] \| 1970[5] \| 1979[6] \| 1989[7] \| 2002[8] \| 2009[9] \| 2010[10] \| \| -------- \| -------- \| -------- \| -------- \| -------- \| -------- \| -------- \| \| 4570 \| ↘4522 \| ↘3856 \| ↘3072 \| ↘2004 \| ↘1747 \| ↘1518 \| \| 2011[11] \| 2012[12] \| 2013[13] \| 2014[14] \| 2015[15] \| 2016[16] \| 2017[1] \| \| ↘1511 \| ↘1498 \| ↘1438 \| ↘1374 \| ↘1340 \| ↘1280 \| ↘1248 \| 1000 2000 3000 4000 5000 1989 2012 2017 |       |       |       |       |       |       |
| 1959 | 1970  | 1979  | 1989  | 2002  | 2009  | 2010  |
| 4570 | ↘4522 | ↘3856 | ↘3072 | ↘2004 | ↘1747 | ↘1518 |
| 2011 | 2012  | 2013  | 2014  | 2015  | 2016  | 2017  |
| ↘1511 | ↘1498 | ↘1438 | ↘1374 | ↘1340 | ↘1280 | ↘1248 |

## Экономика
В 1929 году основу экономики посёлка составляла лесозаготовительная и деревообрабатывающая промышленность. В 1940 году, кроме лесоперерабатывающих предприятий, на территории Самодедовского Совета работали Пермиловский совхоз, а также промышленная артель «Восход». В артель входили портновская и сапожная мастерская, мастерские по изготовлению спичек, саней, лопат, надомники занимались переработкой ваты и вязанием из неё рукавиц.
В 1983—1989 годах на территории поселка, кроме промышленных предприятий, работали Пермиловское ПТУ № 13, лесничество, железнодорожная станция Пермилово, служба быта, школа, больница.
В 1990-е годы лесопункт в посёлке был ликвидирован по причине его нерентабельности.
В настоящее время функционируют пекарня, ФАП, средняя школа, почта, несколько магазинов.

## Культура
В посёлке есть клуб (в аварийном состоянии) и парк. Проводятся культурно-массовые мероприятия при поддержке жителей соседних населённых пунктов.
6 октября 2012 в поселке установили памятник В. И. Ленину.
9 сентября 2021 в поселке отремонтировали мемориал участникам Великой Отечественной войны и установили вечный огонь.
20 июля 2024 года на стадионе поселка прошел масштабный фестиваль народного творчества «С любовью и верой в Россию..!» 